# Sœurs ermites de saint Ambroise ad Nemus
Les Sœurs ermites de saint Ambroise ad Nemus (en latin : Eremitae Ordinis Sancti Ambrosii ad Nemus) est un ordre religieux de droit pontifical de rite ambrosien fondé en 1452 en Lombardie.

## Historique
En 1452, Catherine de Pallanza (1437 - 1478) se fait ermite au Mont Sacré de Varèse, elle est rejointe par d'autres jeunes filles. La petite communauté présente une supplique au pape Sixte IV pour leur permettre de faire des vœux solennels sous la règle de saint Augustin et de prendre l'habit de l'ordre de saint Ambroise ad Nemus, l'autorisation est accordée le 10 novembre 1474 ainsi que celui de construire un monastère ; le 10 août 1476, les premières religieuses font leur profession religieuse et reçoivent le voile des mains de l'archiprêtre de Milan qui leur permet de réciter la liturgie des Heures en rite ambrosien.

## Source
- (it) Cet article est partiellement ou en totalité issu de l’article de Wikipédia en italien intitulé « Romite ambrosiane dell'Ordine di Sant'Ambrogio ad Nemus » (voir la liste des auteurs).